# Åke Lindman
Åke Leonard Lindman, före 1948 Järvinen, född 11 januari 1928 i Helsingfors, död 3 mars 2009 i Esbo, var en finländsk regissör och skådespelare. Han var från 1968 gift med skådespelaren och tidigare Miss Finland (1958) Pirkko Mannola (hans tredje äktenskap).

## Biografi
Lindman spelade Lehto i Edvin Laines filmatisering av Okänd Soldat från 1955. Han blev på senare år även känd som kapten Torsten Jansson i Rederiet. Lindman rönte även framgångar som regissör, bland annat med TV-serien Stormskärs-Maja och långfilmen Framom främsta linjen, som är en skildring av det sextioförsta infanteriregementets (IR 61) försvar av Karelska näset under fortsättningskriget. Hans sista film som regissör var krigsfilmen Tali-Ihantala 1944. Han medverkade i ett åttiotal filmer och regisserade själv 24.
Under sin ungdom var Lindman en duktig fotbollsspelare. Han spelade back i Finlands fotbollslandslag under OS i Helsingfors 1952. I den finländska ligan representerade han HIFK. På 1960-talet ville den engelska Premier League-klubben Swindon Town FC värva honom, men han tackade nej och valde istället att bli skådespelare.
Han erhöll Pro Finlandia-medaljen 1982. År 2007 tilldelades han Nordstjärneorden av första klassen.
År 2009 avled han efter en lång tids sjukdom och är begravd på Sandudds begravningsplats i Helsingfors.

## Filmografi

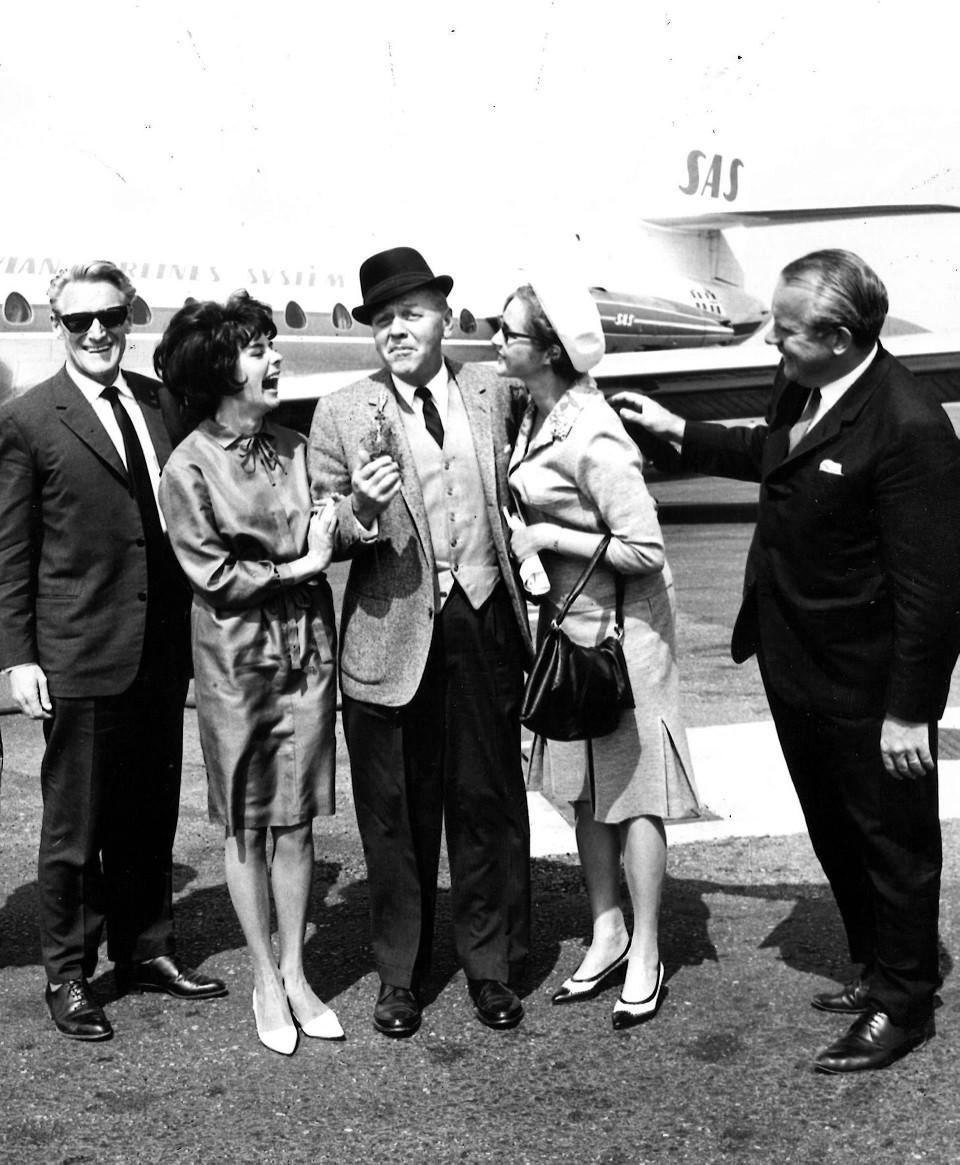
Åke Lindman (t.v.) med Pirkko Mannola, Palmer Thompson, fru Laihanen och Veikko Laihanen. Här mottas Thompson som kom till Finland i juni 1964 för att filma Spring som en tjuv.

- 1952 – Stockholm lockar (Suomalaistyttöjä Tukholmassa/Finländska flickor i Stockholm)
- 1955 – Okänd soldat
- 1955 – Stockholm frestar (Viettelysten tie/Frestelsernas väg)
- 1956 – Det gick mig i blodet (Olet mennyt minun vereeni)
- 1957 – Ingen morgondag
- 1957 – En man och hans samvete (1918)
- 1958 – Damen i svart
- 1961 – Pojken i trädet
- 1972 – The Day the Clown Cried
- 1977 – Telefon
- 1978 – Bomsalva
- 1978 – Det tredje offret
- 1979 – Legenden om Svarta Björn
- 1981 – Hans Christian och sällskapet
- 1982 – Skulden (TV-serie)
- 1982 – Klippet
- 1982 – Alberts underliga resa
- 1983 – Motorsågen
- 1983 – Kalabaliken i Bender
- 1984 – Dirty Story
- 1987 – Lysande landning (TV-serie)
- 1987 – Ondskans år (TV-film)
- 1988 – Kråsnålen (TV-serie)
- 1988 – Månguden (TV-serie)
- 1989 – Husbonden – piraten på Sandön (TV-serie)
- 1990 – Spänn mig för Karlavagnen (TV-film)
- 1990 – Den svarta cirkeln (TV-serie)
- 1991 – Riktiga män bär alltid slips
- 1993 – Den korsikanske biskopen (TV-serie)
- 1994 – Läckan (TV-film)
- 1994 – Julkalendern Håll huvet kallt
- 1995 – Esters testamente (TV-serie)
- 1996 – Jägarna
- 1996 – Skuggornas hus (TV-serie)
- 1998–1999 – Rederiet (TV-serie)

## Regi
- 1963 – Storstadsraggare (Jengi/Gänget)
- 1964 – Spring som en tjuv
- 1965 – Ett skott på Cypern
- 1972 – Nybyggarland (TV-serie)
- 1972 – Is (TV-film)
- 1975 – Stormskärs Maja (TV-serie)
- 1983 – Harjunpää och kalla döden (finländsk TV-serie)
- 1985 – Harjunpää och antastaren (finländsk TV-serie)
- 1987 – Den förtrollade vägen (TV-film)
- 1989 – Tjurens år (TV-film)
- 1991 – Din vredes dag (TV-serie)
- 1999 – Guldfeber i Lappland (Lapin kullan kimallus)[3][4]
- 2004 – Framom främsta linjen
- 2007 – Tali-Ihantala 1944

## Teater

### Roller
| År   | Roll       | Produktion                                     | Regi           | Teater            |
| ---- | ---------- | ---------------------------------------------- | -------------- | ----------------- |
| 1986 | Bessemenov | Husets herre (Мещане, Mesjtjane) Maksim Gorkij | Barbro Larsson | Malmö Stadsteater |